# Przełęcz Dobrego Początku
Przełęcz Dobrego Początku (norw. Godthappasset) – przełęcz na Spitsbergenie, między szczytami Hetta i Tviroysegga. Łączy lodowiec Penckbreen z Lodowcem Zawadzkiego. Przełęcz została odkryta przez polską ekspedycję naukową w 1934 roku. Oficjalna norweska nazwa jest tłumaczeniem nazwy polskiej, zaproponowanej przez Stanisława Siedleckiego w 1935 roku. W 2008 roku polska Komisja Standaryzacji Nazw Geograficznych poza Granicami Rzeczypospolitej Polskiej zatwierdziła urzędowy egzonim w brzmieniu zgodnym z pierwotnym zamysłem Stanisława Siedleckiego.